# Amadeu de Queiroz
Amadeu de Queiroz (Pouso Alegre, 25 de março de 1873 - São Paulo, 28 de outubro de 1955) foi um escritor, farmacêutico e político brasileiro considerado um dos pioneiros do conto regionalista.
Foi sempre um autodidata, tendo feito estudos bastante irregulares. Aprendeu a ler, escrever e contar com o avô, mas logo cedo demonstrou disposição para leituras das mais diversas.
Experimentou as mais variadas profissões, desde farmacêutico até fruticultor e pecuarista, além de ter passado por uma curta experiência na política da sua terra, como vereador e juiz de paz.
Mas foi como autor que ganhou reconhecimento nacional, principalmente pelos seus romances e seus contos de natureza campestre e regionalista. Eduardo Frieiro, professor e escritor, diz que no conto regional, gênero até então descurado no Brasil, Amadeu Queiroz foi um dos seus percursores.

## Biografia
Nasceu em Pouso Alegre, no dia 25 de março de 1873. Filho do farmacêutico Joaquim Augusto Moreira de Queiroz, fundador da farmácia Queiroz, e de Prisciliana Leopoldina de Castro Queiroz. Não frequentou oficialmente nenhuma escola. Ele e seus irmãos, Humberto e Joaquim, foram educados e instruídos em família por seu avô Policarpo Teixeira de Almeida Queiroz – sobrinho-bisneto do escritor português Eça de Queiroz. Apesar do talento para as letras, quando criança não frequentava com assiduidade as aulas do avô erudito, preferindo vaguear pelos campos, passear pelas cercanias, tomar banho nos riachos da sua terra natal. Desses contatos com a natureza desde menino passou a ser visto pelos locais como conhecedor da região. Cresceu ajudando seu pai na farmácia, aprendendo o ofício, aos 17 anos consegue a licença de farmacêutico-prático e aos 20  torna-se sócio na farmácia de seu pai.
Ele sempre demonstrou um temperamento irrequieto e dedicava-se à pesquisa. Num tempo onde eram raros os médicos no interior, o papel dos farmacêuticos práticos tornou-se fundamental para a manutenção da saúde do povo, principalmente os mais pobres. Amadeu acabou desenvolvendo aptidões para a arte de curar, tornando-se um “curador” ou “carimbamba”, como eram chamados os médicos e farmacêuticos que não cobravam por seus serviços. Foi através de seu trabalho que teve a oportunidade de conhecer a população rural de sua região, essas experiências foram mais tarde reunidas em sua obra "Os Casos do Carimbamba" (1938).
Amadeu foi militante político de destaque em Pouso Alegre e mantinha correspondência com pessoas como Júlio de Castilhos e Rui Barbosa. Em 1899 se envolveu oficialmente com a política, foi vereador e juiz de paz, mas o apoio público a Rui Barbosa rendeu-lhe o desafeto e a inimizade da elite coronelista local, em particular a família de sua esposa Vicentina Meyer. Em 1916 o impulso de ganhar a vida na promissora praça de São Paulo e a preocupação com a educação dos filhos o fizeram decidir a mudar-se de Pouso Alegre.
Em São Paulo Amadeu inicialmente montou a farmácia Palmeiras, em sociedade com o grupo farmacêutico Baruel. Na capital paulista teve finalmente a oportunidade de se dedicar à literatura, a partir de 1918 começou a publicar seus trabalhos em jornais e revistas de São Paulo tornando Amadeu em uma figura de destaque na sociedade paulista e sua farmácia passou a atrair jovens autores que ali se reuniam para pedir conselhos, ouvir histórias de Amadeu e discutir literatura, esse grupo logo passou a ser reconhecido como "Roda do Baruel". 
Foi apenas em 1927, então com 53 anos, que publicou seu primeiro livro, o romance Praga de Amor. O livro havia sido escrito em 1924 com o título 'uma novela da vida' e foi inscrito no concurso de romances inéditos da Academia Brasileira de Letras do ano seguinte. Após a publicação o livro se esgotou em 6 meses, este romance foi classificado por Nelson Werneck Sodré como uma obra prima. Após isso publicou em vida mais sete romances e uma coletânea de contos, publicou também uma biografia do notório padre e político mineiro José Bento Leite Ferreira de Melo. Em 1955, aos 80 anos, foi indicado para a Academia Paulista de Letras. Foi eleito, mas seu estado de saúde não permitiu sua posse. Faleceu no dia 28 de outubro de 1955.
Sua autobiografia, dos 7 aos 77 foi publicada no ano seguinte a sua morte; no mesmo ano teve também um romance e uma coletânea de contos postumamente publicadas. Em 2019 um romance inédito, Josias do Timboré, foi publicado pelo museu municipal Tuany Toledo.

## Vida pessoal
Casou-se com Vicentina Meyer, que na época tinha 16 anos. A união durou 55 anos. O casal teve três filhos: Vicente, Margarida e José Maria. Sua filha, Margarida, foi a responsável por fazer ressurgir a obra de seu pai, ela doou todo o acervo da família sobre Amadeu antes de sua morte em 1998, entre os itens do acervo estava os manuscritos de Josias do Timboré.

## Obras
- Praga do amor - romance - publicado em 1927;
- Pouso Alegre - história(história de Pouso Alegre) - 1930;
- Sabina - Romance- publicado em 1931
- Senador José Bento - História(biografia de Pe. José Bento Leite Ferreira) - 1933;
- O intendente do Ouro - romance - 1937;
- Provérbios e ditos populares - Folclore - 1937;
- A voz da Terra - romance - 1938;
- Os casos do Carimbamba - contos(conto regionalista) - 1938;
- O quarteirão do meio - romance - 1944;
- João - romance- 1945;
- A rajada - romance- 1954;
- Catas- romance- 1956(obra póstuma);
- Dos 7 aos 77 - memórias - 1956(obra póstuma);
- Histórias quase simples - contos- 1963(obra póstuma);
- Josias do Timboré - romance- 2019(obra póstuma).